# 桂平戰鬥
桂平戰鬥發生於1923年7月7日，地點則是在中國桂東南。是北洋政府時期內戰之一，交戰兩方為的粵軍及的沈鴻英部，最後，得到黃紹雄幫助，粵軍攻佔桂平。